# Юда Макавей
Юда Макавей (на иврит: יהודה המכבי, Jehuda haMakabi; също: Juda; Makabäus; Judas Makkabäus) е юдейски борец за свобода от 2 век пр.н.е. На него е наречено въстанието на Макавеите.
Юда произлиза от фамилията на Хасмонеите. Той е третият син на Мататия († 166 пр.н.е.), инициаторът на въстанието против владението на Селевкидския цар Антиох IV Епифан и на първосвещеника Менелай.
През 166 пр.н.е., след смъртта на баща му, Юда Макавей поема военното ръководство на въстанието против Антиох IV, брат му Йонатан († 143 пр.н.е.). е при него един от другите ръководители. Въстанието завършва през 165 пр.н.е. със завладяването на Йерусалим. Той разрушава стария олтарски крайъгълен камък във Втория храм и на 25-ия Кислев през декември 164 пр.н.е. освещава празнично храма отново (1Makk 3,1-4,60). Това събитие се празнува в Юдея на Ханука, празникът на светлината (2Makk 1,1-18).
Селевкидският цар Деметрий I Сотер изпраща голяма войска с генерал Бакхид в Юдея. През март 160 пр.н.е. Юда Макавей е убит в Битката при Еласа близо до Рамала. Древен Рим не предприема нищо по повод на тези събития.
След смъртта на Юда Макавей брат му Йонатан става вожд на оживелите въстаници.